# ۱۱۷۶ (میلادی)
۱۱۷۶ (میلادی) هزار وصد و هفتاد و ششمین سال تقویم میلادی است.

## درگذشتگان
‎